# Heusden-Zolder
Heusden-Zolder (lim. Heuze-Zolder) – miejscowość i gmina (gemeente) w Belgii, w Regionie Flamandzkim, w prowincji Limburgia, w okręgu Hasselt. 1 stycznia 2024 liczyła 35 017 mieszkańców. Leży ok. 20 km na północ od Hasselt.

## Historia
Gmina Heusden-Zolder powstała 1 stycznia 1977 roku w wyniku połączenia dwóch gmin: Heusden i Zolder. 

### Heusden
W VIII wieku region Heusden był terenem słabo zaludnionym. Obszar należał do Paal, do św. Adelhara, opata z Corbie. W Heusdenn na początku ósmego stulecia swoje kazania głosił św. Wilibrord. W X wieku obszar otrzymał nazwę Husdinio. W przeciągu kolejnych stuleci nazwa przybierała nazwy: Hoesden (1098-1138), Heusden (1371), Huysden (1386), a obecnie Heusden. W XIV wieku Heusen stała się osobną parafią, pod jurysdykcją Beringen.
W czasie rewolucji francuskiej gmina usamodzielniła się. W XX wieku o dotychczas miejskim charakterze, przekształciła się w rejon górniczy z licznymi osadami mieszkalnymi.

### Zolder
Obszar gminy Zolder w dalekiej przeszłości był często zalewany przez morze. Od kwaśnych gleb piaszczystych, region nazwano Sueire, następnie Suylre, w okresie rewolucji francuskiej Soire, a ostatecznie Zolder.
Do 1241 roku Zolder należał do opactwa Herkenrode. W 1304 roku Arnold I, hrabia Loon oddał Zolden pod jurysdykcję Averbode. W 1793 roku francuska administracja podzieliła gminę na sześć części. Na początku XX wieku obszar Zolder, podobnie jak Heusden, został całkowicie przekształcony w wyniku odkrycia pokładów węgla i rozpoczęcia w 1923 roku jego wydobycia.

## Podział administracyjny
W skład gminy wchodzą dwie dzielnice (deelgemeente):
- Heusden
- Zolder

## Gospodarka
Wydobycie węgla na obszarze gminy Heusden-Zolder dało impuls do wzrostu populacji, rozwinięcia różnych gałęzi gospodarczych i handlowych. Na obszary ściągali liczni pracownicy z zagranicy, którzy stworzyli wielokulturową społeczność. Wydobycie węgla kamiennego zakończyło się w 1992 roku (kopalnia w Zolder był ostatnią kopalnią w Beneluksie), mimo to większość imigrantów zdecydowała się na pozostanie w gminie.

## Demografia
1 stycznia 2024 całkowita populacja w Heusden-Zolder liczyła 35 017 mieszkańców. Łączna powierzchnia gminy wynosi 53,40 km², co daje gęstość zaludnienia 656 mieszkańców na km².

## Współpraca
Miejscowości partnerskie:
- Bad Arolsen, Niemcy
- Brilon, Niemcy
- Erdek, Turcja
- Hesdin, Francja
- Saint-Hubert, Luksemburg